# Dominikanska kuhinja
Dominikanska kuhinja spoj je španjolske, autohtone Taino i afričke kuhinje. Španjolska i afrička kuhinja javljaju se tijekom posljednjih pet stoljeća. Dominikanska kuhinja vrlo je slična s kuhinjama u ostalim zemljama Latinske Amerike, te od obližnjih otoka Portorika i Kube.
Doručak se može sastojati od jaja ili mesa i mangúa (prilog). Druga verzija je duboko prženo meso, kao što je dominikanska salama. Kao i u Španjolskoj najveći, najvažniji obrok u danu je ručak. Njegov najtipičniji oblik, nadimaka La Bandera ("Zastava"), sastoji se od riže, crvenog graha, mesa (govedina, piletina, svinjetina, ili riba), i salate.
Dominikanska Republika je nekada bila španjolska kolonija. Mnoge španjolske osobine su i dalje prisutne na otoku. Mnoga tradicionalna španjolska jela pronašla su svoj novi dom u Dominikanskoj Republici. Afrička i Taino jela su i dalje popularna neka s gotovo istom recepturom kao u prošlosti.
Gotovo sve skupine hrane su smještene u tipičnoj dominikanskoj kuhinji, kao što su meso ili plodovi mora, žitarice, osobito riža, kukuruz i pšenice, povrće, kao što su grah i ostale mahunarke, krumpir, yuca, salata, mliječni proizvodi, osobito mlijeko i sir,  voće, poput naranče, banane i manga. Međutim, najveća je potrošnja škroba i meso, a najmanje mliječnih proizvoda i povrća bez škroba.
Sofrito, pirjana mješavina lokalnih bilja i začina, koristi se u mnogim jelima. Na južnim obalama otoka popularna je levantska kuhinja koju su donijeli doseljenici s Bliskog istoka. Ostali omiljena hrana i jela su chicharrón, pastelitos ili empanadas, batat, pasteles en Hoja, chimichurris, plátanos maduros  i tostones.

## Vanjske poveznice
- Dominikanska kuhinja
- El Fogoncito